# Копривница (Гаџин Хан)
Копривница је насеље у Србији у општини Гаџин Хан у Нишавском округу. Према попису из 2022. било је 25 становника (према попису из 1991. било је 166 становника).
Према турском попису нахије Ниш из 1516. године, место је било једно од 111 села нахије и носило је исти назив као данас, а имало је 35 кућа, 4 удовичка домаћинства, 5 самачка домаћинства, 1 муслимана.
Пре Другог светског рата било је преко 800 становника, "четири петине" одраслих мушкараца се бавило прерадом и ткањем козине - тешким послом с малом зарадом.

## Положај
Село Копривница лоцирана је у Горњем Заплању. Смештена је на западним падинама Суве планине (1.810 m), у источном подножју врха Мосора (984 m), источно од регионалног пута Никола Тесла – Гаџин Хан – Равна Дубрава. Удаљена је 3 km источно од Гаџиног Хана и 25 km југоисточно од Ниша. Главни део насеља се простире у висинској зони од 480 до 540 m, а заселак Штрковица простире се на висини од 380 до 420 m.
У  самом атару села Копривница мора се наглсити да постоје више извора воде и то: Грнопоток, Наковац, Петровац, Ракитовац, Стублина, Тодоровац, Завој, Трнопадина и др

## Тип села
Само село Копривница припада сеоском насељу збијеног типа. Главни део насеља, неправилног елипсоидног облика издуженог у правцу југозапад—североисток, састављен је од група родовских кућа. По распаду породичних задруга, пресељавањем домаћинстава на своја имања, формиран је заселак Штрковица, 2 km северозападно од главног дела насеља. Почетком XXI века у њему су угашене последње куће.

## Знаменитост села
У самом атару села Копривница, на Мосору, евидентирано је велико утврђење (кастел). Датира још из римског периода, а највероватније је било у функцији и током средњег века. Његови трагови су још увек видљиви на терену. Овде је пронађен и жртвеник посвећен Јупитеру (0,5х0,4х0,3 m) који се чува у Народном музеју у Нишу.

## Демографија
У насељу Копривница живи 97 пунолетних становника, а просечна старост становништва износи 71,2 година (66,4 код мушкараца и 78,5 код жена). У насељу има 18 домаћинства, а просечан број чланова по домаћинству је 1,39.
Ово насеље је великим делом насељено Србима (према попису из 2002. године).
|  |

| Демографија | Демографија | Демографија |
| Година      | Становника  | Становника  |
| ----------- | ----------- | ----------- |
| 1948.       | 904         |             |
| 1953.       | 847         |             |
| 1961.       | 705         |             |
| 1971.       | 461         |             |
| 1981.       | 295         |             |
| 1991.       | 166         | 166         |
| 2002.       | 99          | 99          |
| 2011.       | 73          |             |
| 2022.       | 25          |             |

| Етнички састав према попису из 2002.‍ | Етнички састав према попису из 2002.‍ | Етнички састав према попису из 2002.‍ | Етнички састав према попису из 2002.‍ | Етнички састав према попису из 2002.‍ |
| ------------------------------------ | ------------------------------------ | ------------------------------------ | ------------------------------------ | ------------------------------------ |
|                                      |                                      |                                      |                                      |                                      |
| Срби                                 | Срби                                 |                                      | 98                                   | 98,98%                               |
| непознато                            | непознато                            |                                      | 1                                    | 1,01%                                |

| Година пописа     | 1948. | 1953. | 1961. | 1971. | 1981. | 1991. | 2002. |
| ----------------- | ----- | ----- | ----- | ----- | ----- | ----- | ----- |
| Број домаћинстава | 154   | 147   | 149   | 144   | 118   | 77    | 52    |

| Број чланова      | 1  | 2  | 3 | 4 | 5 | 6 | 7 | 8 | 9 | 10 и више | Просек |
| ----------------- | -- | -- | - | - | - | - | - | - | - | --------- | ------ |
| Број домаћинстава | 23 | 16 | 8 | 5 | 0 | 0 | 0 | 0 | 0 | 0         | 1,90   |

| Пол    | Укупно | Неожењен/Неудата | Ожењен/Удата | Удовац/Удовица | Разведен/Разведена | Непознато |
| ------ | ------ | ---------------- | ------------ | -------------- | ------------------ | --------- |
| Мушки  | 44     | 14               | 24           | 3              | 3                  | 0         |
| Женски | 55     | 9                | 25           | 21             | 0                  | 0         |
| УКУПНО | 99     | 23               | 49           | 24             | 3                  | 0         |

| Пол    | Укупно                    | Пољопривреда, лов и шумарство | Рибарство                            | Вађење руде и камена | Прерађивачка индустрија       |
| ------ | ------------------------- | ----------------------------- | ------------------------------------ | -------------------- | ----------------------------- |
| Мушки  | 17                        | 1                             | 0                                    | 0                    | 10                            |
| Женски | 5                         | 0                             | 0                                    | 0                    | 3                             |
| УКУПНО | 22                        | 1                             | 0                                    | 0                    | 13                            |
| Пол    | Производња и снабдевање   | Грађевинарство                | Трговина                             | Хотели и ресторани   | Саобраћај, складиштење и везе |
| Мушки  | 0                         | 2                             | 0                                    | 0                    | 0                             |
| Женски | 0                         | 0                             | 0                                    | 1                    | 0                             |
| УКУПНО | 0                         | 2                             | 0                                    | 1                    | 0                             |
| Пол    | Финансијско посредовање   | Некретнине                    | Државна управа и одбрана             | Образовање           | Здравствени и социјални рад   |
| Мушки  | 0                         | 0                             | 0                                    | 1                    | 0                             |
| Женски | 0                         | 0                             | 0                                    | 0                    | 0                             |
| УКУПНО | 0                         | 0                             | 0                                    | 1                    | 0                             |
| Пол    | Остале услужне активности | Приватна домаћинства          | Екстериторијалне организације и тела | Непознато            | Непознато                     |
| Мушки  | 2                         | 0                             | 0                                    | 1                    | 1                             |
| Женски | 0                         | 0                             | 0                                    | 1                    | 1                             |
| УКУПНО | 2                         | 0                             | 0                                    | 2                    | 2                             |